# Scary Monsters (videogioco)
Scary Monsters è un videogioco d'azione pubblicato nel 1986 per Commodore 64 dalla Firebird. Il protagonista lotta contro i più classici e stereotipati mostri dell'orrore, come il lupo mannaro o il mostro di Frankenstein. La confezione presenta scherzosamente il gioco come un film dell'orrore di serie B. Scary Monsters venne sviluppato dalla Odin Computer Graphics e secondo il designer e programmatore Marc Dawson la pubblicazione venne affrettata, per cui la parte del gioco che si svolge all'aperto, piuttosto semplice, non è come sarebbe dovuta essere.

## Modalità di gioco
Il gioco si svolge su un'isola infestata da mostri e l'obiettivo è trovare e uccidere sei creature specifiche. Si inizia sulla superficie erbosa dell'isola, mostrata con visuale dall'alto a scorrimento multidirezionale. Qui il giocatore muove un minuscolo omino stilizzato per raggiungere otto magioni infestate. Ci sono ostacoli naturali da aggirare e un labirinto, ma nessun nemico.
Quando si entra in un edificio si passa a una fase a scorrimento orizzontale bidirezionale, molto più elaborata, con visuale di lato e piattaforme. L'aspetto è sempre quello di una dimora nobiliare con balaustre, scalinate, busti, vasi, bare e mobilio vario. Il personaggio, ora visibile più da vicino, può correre, saltare e sparare proiettili non meglio identificati, orientabili in varie direzioni. Arrivano in continuazione numerosi nemici, sotto forma di streghe e fantasmi che volano e di Frankenstein, vampiri e occasionalmente una specie di Mano che camminano. Se il protagonista tocca un nemico, viene sbalzato via, e può anche essere colpito più volte a catena mentre è in volo, senza poter reagire; dopo un certo numero di scontri si perde una vita. I nemici si eliminano con un colpo, inoltre si dispone di un numero limitato di incantesimi che fanno da smart bomb e ripuliscono tutto lo schermo.
Lo scopo di attraversare ciascun edificio è trovare uno dei sei mostri obiettivo, che stanno immobili sullo sfondo, e/o una delle sei armi necessarie a ucciderli. Si può trasportare una sola arma alla volta e ciascuna è specifica per un solo mostro, ad esempio il paletto e martello permette di uccidere Dracula. La collocazione dei mostri e delle armi nei vari edifici cambia a ogni partita. In basso a destra sono sempre visibili le icone dei sei mostri, sostituite da lapidi man mano che vengono eliminati. 